# Wierne serce
Wierne serce (Coeur fidèle) – francuski film melodramatyczny z 1923 r. w reżyserii Jeana Epsteina. Historia dramatu młodej kelnerki na tle przestępczej Marsylii. Dzieło kina impresjonistycznego.